# Фарід Сімаїка
Фарід Сімаїка (12 червня 1907 — 11 вересня 1943) — єгипетський стрибун у воду.
Медаліст Олімпійських Ігор 1928 року.